# Tal-Pietà
Tal-Pietà (engelska: Pietà) är en liten ort och kommun i utkanten av Valletta på Malta. Tal-Pietà är den förort som är näst närmast huvudstaden efter Floriana. Namnet kommer från italienskan och betyder nåd. Kommunen har 5 255 invånare (2020) och en yta på 0,5 km2.
I kommunen finns även stadsdelen Gwardamanġa.

## Beskrivning
Det tidigare nationalsjukhuset Sptar San Luqa ligger i Tal-Pietà och även University of Maltas medicinskola. Tal-Pietà är en kustort och ett gammalt båthus av historiskt intresse ligger ute vid kusten. Andra historiska sevärdheter är det lilla kapellet av Jungfru Marie smärtor, vilket datera till 1600-talet. Kapellet används fortfarande idag och ses på många kort från Malta.
En bykyrka finns i orten. Kyrkan är från 1968 och är tillägnad Vår Fru av Fátima och drivs av Dominikanorden. I orten finns också St. Augustine's College, som drivs av Augustinerorden. Ett antal gator i närheten bär namn efter St. Augustine och hans mor St. Monica. Tal-Pietà är utgångspunkt för färjor till Gozo, och Maltas krigsmakts patrullbåtars depå ligger i Haywharf. 
St. Ursuline's barnhem ligger inom Tal-Pietàs gränser, och den nationella tv-kanalen Public Broadcasting Services finns också här. Villa Gwardamanġa, vilken fungerade som residens åt Prinsessan Elizabeth av Storbritannien (senare Elizabeth II) när hon bodde på Malta mellan 1949 och 1951. Ta' Braxia Cemetery Complex är ett Commonwealth Landmark Site där många krigsveteraner från första världskriget ligger begravna, både från den brittiska flottan och armén. Nationalistpartiet, landets styrande parti, har sitt huvudkontor här, och har haft det sedan 1969. Tal-Pietà är en förort till Valletta samt till Ħamrun och Msida.